# ساندرا ميهانوفيتش
ساندرا ميهانوفيتش (بالإسبانية: Sandra Mihanovich)‏ (24 أبريل 1957 ببوينس آيرس، الأرجنتين)، هي مغنية، ملحنة وممثلة أرجنتينية.

## حياتها
ولدت ميهانوفيتش بحي ريكوليتا ببوينس آيرس، الأرجنتين، وهي أخت إيفان ميهانوفيتش لاعبة البولو كرواتية الأصل. ومونيكا كاهين دانفيرس، وهي صحفية ومذيعة أخبار. ورثت عن جدها حب الموسيقى الجاز.
درست الموسيقى الجامعة الكاثوليكية الأرجنتينية، ومنذ مارس 1976، المسرح في أكاديمية الفنون المسرحية.
أول تجربة لها في الغناء كان في إعلان المدينة (بالإسبانية: La Ciudad)‏ في 20 مايو 1976، التقت بعد ذلك بالملحنين والمغنيين أليخاندرو ليرنير، ماريلينا روس، سيليستي كاربايو، هوراسيو فونتوفا وروبن رادا التي كانت من أشد معجبيها.
خلال حفل في جامعة بيلغرانو التقت بريكاردو كلينمان الذي أصبح منتجها حيث كانت أول سيدة تؤدي حفلا في ملعب أوبراس لكرة السلة في أكتوبر 1982 بالعاصمة بيونس آيرس المعروفة شعبيا باسم كاتدرائية الروك.
في 1986 فازت بجائزة المشعل الفضي خلال مهرجان فينيا ديل مار للموسيقى.

## ديسكوغرافيا
- 2012: مرة واحدة أخرى معك (بالإسبانية: Vuelvo a estar con vos)‏[3][4]
- 2009: شرف الحياة (بالإسبانية: Honrar la vida)‏
- تطور (بالإسبانية: Creciendo)‏
- 2004: أكبر 20 نجاحا (بالإسبانية: 20 Grandes Exitos)‏
- 2003: مع حبك (بالإسبانية: Sin tu amor)‏
- 2000: كل شيء له مكان (بالإسبانية: Todo tiene un lugar)‏
- 1994: تغيير في الخطط (بالإسبانية: Cambio de planes)‏
- 1991: إذ كنا إنس (بالإسبانية: Si somos gente)‏
- 1989: امرأة ضد امرأة (بالإسبانية: Mujer contra mujer)‏